# Dead Again
Dead Again es el sexto álbum de estudio de Mercyful Fate, lanzado en 1998 por Metal Blade Records. Este fue el primer disco en el que Michael Denner no estuvo presente. También marcó una nueva era para la banda, porque la producción es más cruda, y el tono de la guitarra es más distorsionado que en los anteriores discos.

## Lista de canciones
| Dead Again |                      |              |          |  |
| N.º        | Título               | Escritor(es) | Duración |  |
| 1.         | «Torture (1629)»     | King Diamond | 5:02     |  |
| 2.         | «The Night»          |              | 5:49     |  |
| 3.         | «Since Forever»      |              | 4:38     |  |
| 4.         | «The Lady Who Cries» |              | 4:17     |  |
| 5.         | «Banshee»            |              | 4:45     |  |
| 6.         | «Mandrake»           |              | 6:04     |  |
| 7.         | «Sucking Your Blood» |              | 4:19     |  |
| 8.         | «Dead Again»         |              | 13:38    |  |
| 9.         | «Fear»               |              | 4:14     |  |
| 10.        | «Crossroads»         |              | 5:41     |  |

## Integrantes
- King Diamond - vocalista
- Hank Sherman - guitarrista
- Mike Wead - guitarrista
- Sharlee D'Angelo - bajista
- Bjarne T. Holm - baterista